# Entlebušský salašnický pes
Entlebušský salašnický pes (německy: Entlebucher Sennenhund, anglicky: Entlebucher Mountain Dog) je středně velké pastevecké plemeno psa, nejmenší ze čtyř plemen švýcarského salašnického typu. Pochází z Entlebuch, což je údolí v oblasti kantonů Lucern a Bern ve Švýcarsku. Mimo německy mluvící země se objevuje vzácně.
Středně velký pes (kohoutková výška samců 44–50 cm, kohoutková výška samic 42–48 cm) obdélníkové stavby těla s mírně klínovitou hlavou. Krátká srst je tvrdá, zabarvená černě se symetrickými bílými a rezavými odznaky. Záměna může nastat s plemenem appenzellský salašnický pes.

## Historie
Všechna salašnická plemena jsou potomky molossoidních psů, přivedených do Švýcarska starověkými Římany v prvním století před naším letopočtem. Ačkoliv entlebušský salašnický pes byl popsán už v roce 1889 jako samostatné plemeno, po mnoho let byl posuzován dohromady s appenzellským salašnickým psem. V roce 1913 byli na výstavě podporovateli salašnických psů, Albertovi Heimovi, představeni čtyři krátkoocasí entlebušští salašničtí psi. Tito psi byli zapsáni do plemenné knihy švýcarských salašnických psů jako nové plemeno, ale po první světové válce nebyly záznamy nalezeny. Až v roce 1926 byl založen první klub chovatelů tohoto plemene, šestnáct psů tohoto typu bylo v roce 1927 znovu zapsáno a tak bylo toto plemeno pomalu obnoveno. Ačkoliv původně byli psi tohoto plemene držení jako hlídací a pastevečtí psi, dnes jsou chováni jako společníci.